# بورصة سبور
رابطة نادي بورصة الرياضي (بالتركية: Bursaspor Kulübü Derneği)‏ هو نادٍ رياضي تركي مقره في بورصة تأسس في العام 1963 ويلعب حالياً في الدوري التركي الدرجة الثانية.
حقق النادي إنجازاً تاريخياً بفوزه بلقب دوري السوبر لأول مرة في تاريخه وذلك في موسم 2009–10 ليصير بذلك أول نادٍ يكسر احتكار الأربعة الكبار لهذه البطولة.

## وصلات خارجية
- (بالتركية) الموقع الرسمي